# Sky Wheel
Sky Wheel est un parcours de montagnes russes en métal de type SkyLoop, situé à Skyline Park, à Bad Wörishofen en Allemagne. Il fut le prototype de Maurer Rides pour ce modèle de montagnes russes. Prévu en 2004, l'attraction connu des travaux plus long que prévu et qui se sont achevés pour une inauguration le 18 mars 2005.

## Circuit
Le circuit ressemble à un anneau de 46 mètres soutenu d'un côté par une tour. Le train commence par monter le lift hill vertical le long de la tour. Puis il fait un heartline roll, redescend verticalement et passe vers la gare. Il remonte à la moitié de la hauteur, revient en arrière, puis fait un deuxième tour avant de retourner vers la gare.

## Statistiques
- Trains : Un train de deux wagons. Les passagers sont placés à deux sur trois rangs pour un total de 12 passagers.
- Éléments : Heartline roll